# Vojtěch Hačecký
Vojtěch Hačecký, né le 29 mars 1987 à Prague, est un coureur cycliste tchèque.

## Biographie
Son frère Martin est également cycliste professionnel.

## Palmarès sur route

### Par années
- 2007
  - 3e de Brno-Velká Bíteš-Brno
- 2008
  - 1re étape du Tour de Vysočina
  - 3e du championnat de République tchèque du contre-la-montre espoirs
- 2009
  -  Champion de République tchèque du contre-la-montre espoirs
  - Classement général du Tour du Loiret
  - 1re étape du Grand Prix Guillaume Tell
  - 2e du ZLM Tour
  - 9e du championnat d'Europe sur route espoirs
- 2012
  - 6e étape du Tour d'Azerbaïdjan
  - 2e du Kirschblütenrennen
- 2013
  - Memorial im. J. Grundmanna
- 2016
  -  Champion de République tchèque sur route par équipes (avec Alois Kaňkovský, Michael Kukrle et Martin Hunal)
  - Memorial im. J. Grundmanna J. Wizowskiego
- 2017
  - 1re étape du Czech Cycling Tour (contre-la-montre par équipes)
  - 2e du Visegrad 4 Bicycle Race - GP Slovakia
  - 3e du Mémorial Roman Siemiński
- 2018
  - 2e du Visegrad 4 Bicycle Race - GP Polski

### Classements mondiaux
| Année           | 2007 | 2008 | 2009 | 2010 | 2011 | 2012 | 2013   | 2014 | 2015 | 2016 | 2017 | 2018 |
| --------------- | ---- | ---- | ---- | ---- | ---- | ---- | ------ | ---- | ---- | ---- | ---- | ---- |
| UCI Africa Tour | 160e |      |      |      |      |      |        |      |      |      |      |      |
| UCI Asia Tour   |      |      |      |      |      | 201e |        | 231e | 358e |      |      |      |
| UCI Europe Tour | 967e |      | 273e | 530e |      |      | 1 143e |      |      | 565e | 552e | 537e |

## Palmarès sur piste

### Championnats du monde
- Minsk 2013
  - 6e de l'américaine (avec Jiří Hochmann)
- Cali 2014
  -  Médaillé d'argent de l'américaine (avec Martin Bláha)
- Saint-Quentin-en-Yvelines 2015
  - 6e de l'américaine
  - 13e de la course aux points
- Londres 2016
  - 6e du scratch
  - 8e de l'américaine

### Championnats de République tchèque
- 2008
  -  Champion de République tchèque de la course aux points
- 2013
  -  Champion de République tchèque de la course aux points
- 2016
  -  Champion de République tchèque de l'américaine (avec Alois Kaňkovský)